# Mario Golf: Super Rush
Mario Golf: Super Rush est un jeu vidéo de golf de la série Mario Golf, sorti dans le monde entier le 25 juin 2021 sur Nintendo Switch,.

## Univers

### Parcours
Mario Golf: Super Rush propose différents parcours de golf aux paysages variés et aux mécaniques diverses. Le joueur parcourt ainsi la région du jeu en voyageant entre les différents lieux :
- Parcours novice : un parcours simple qui sert d'entraînement, idéal pour la prise en main des commandes.
- Erascotte : une vaste prairie composée de petits plans d'eau et de collines qui prend place parmi les moulins et les pâturages.
- Vallon-les-Flots : ce parcours situé à flanc de montagne propose de jouer sur plusieurs étages qui peuvent être atteints par des bourrasques.
- Rocadune : prenant place dans un désert, ce parcours est rempli de sable et de dunes qui ralentissent la balle.
- Bois-Tempête : une sombre forêt dont l'orage réduit la visibilité des joueurs. Les nombreux arbres et plans d'eau constituent de véritables obstacles.
- Royal Bowser : ce parcours à la difficulté élevée se déroule dans un volcan, avec comme décor des éléments du château de Bowser.

De plus, d'autres parcours sont rendus disponibles via mises à jour gratuites,, :
- New Donk City : ce parcours se déroule intégralement dans la ville de New Donk City tirée de Super Mario Odyssey.
- Combe-aux-Vents : les bourrasques et la glace forment ce parcours enneigé.
- Pikipalmes : ce parcours désertique se déroule au coucher de soleil et sur lequel de nombreux Spike et Pokey font office d'obstacles.
- Cime-des-Sages : ce parcours prend place en altitude, au sommet d'une montagne décorée de carapaces.
- Sommet des Stars : un autre parcours en altitude, entouré de vide, dont le terrain est dessiné de façon à représenter les personnages du jeu

### Personnages
Le jeu propose un total initial de dix-sept personnages jouables issus de la série Super Mario. Le joueur retrouve ainsi Mario, Luigi, Peach, Daisy, Wario, Waluigi, Bowser, Yoshi, Donkey Kong, Boo, Toad, Bowser Jr., Harmonie et le Mii. Pauline, Roi Bob-omb et Bill Dozer sont introduits pour la première fois dans la série.
De plus, cinq personnages supplémentaires sont disponibles via mises à jour gratuites. Il s'agit de Toadette, Koopa, Ninji, Wiggler et Maskass,,. Ces trois derniers sont également introduits pour la première fois dans la série.

## Système de jeu
Le jeu contient des modes de jeu traditionnels des séries précédentes, ainsi que de nouveaux modes comme Speed Golf. Le jeu offre la possibilité de jouer avec des boutons de contrôle ou d'utiliser des contrôles de mouvement avec Joy-Cons. Le jeu permet aussi aux joueurs d'utiliser son Mii dans le mode histoire du jeu, basé dans le Royaume Champignon .

## Développement
Le jeu est annoncé le 17 février 2021 lors d'un Nintendo Direct. Le jeu est développé par Camelot Software,

## Ventes
Le 31 Mars 2022, Nintendo annonce avoir écoulé 2,35 millions d'exemplaires de Mario Golf Super Rush dans le monde. Il devient ainsi le jeu le mieux vendu de la série Mario Golf, dépassant l'opus Nintendo 64 et ses 1,47 million.